# Базе (БПЛА)
Базе — вірменський малорозмірний безпілотний літальний апарат, призначений для розвідки і коригування артилерійського вогню.

## Характеристики
Малорозмірний БПЛА «Базе» має злітну масу до 5,5 кілограма і розмах крила близько 2,8 метра. Апарат здатний нести до 1,5 кілограма корисного вантажу. Його відсік корисного навантаження і двигун підняті над фюзеляжем, що за задумом конструкторів дозволить забезпечити їх збереження при посадці. «Базе» може знаходитися в повітрі близько години, його радіус дії складає 30 кілометрів, а робоча висота польоту — до двох тисяч метрів, максимальна — три тисячі. Крейсерська швидкість апарату — 80 км/год, максимальна швидкість — 100 км/год.